# Dantalion

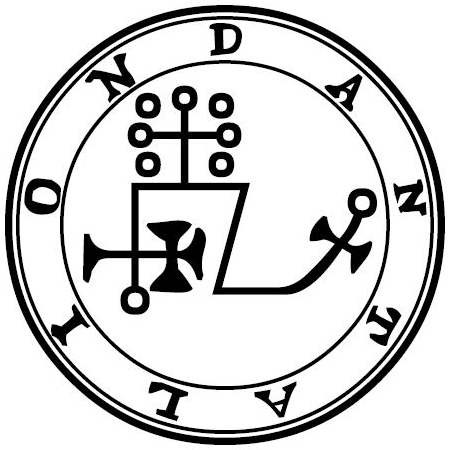
Sigil służący do przywołania demona Dantaliona

Dantalion – w tradycji okultystycznej, demon, znany również pod imieniem Dantalian. Potężny i wielki książę piekła. Dowodzi trzydziestoma sześcioma legionami duchów. 

## Wdemonologii
Aby go przywołać, potrzebna jest jego pieczęć, która według Goecji powinna być wykonana z miedzi. W Lemegetonie jest siedemdziesiątym pierwszym duchem.
Naucza o wszystkich rzeczach, zna myśli wszystkich ludzi, może je bez problemu zmieniać. Potrafi wywołać miłość.
Wezwany, może przybrać każdą ludzką postać, może mieć twarz kobiety oraz mężczyzny. W prawej ręce trzyma księgę.

## Wkulturze popularnej
- W grze fabularnej Dungeons & Dragons, w dodatku Tome of Magic: Pact, Shadow, and True Name Magic gracze mogą z nim zawrzeć pakt, w zamian za moc czytania w myślach i możliwość przybierania wielu postaci.
- Dantalion to imię jednej z głównych postaci mangi oraz anime pod tytułem "Makai Ouji: Devils and realist" (Książę piekieł: Demony i realista). Autorzy: Madoka Takadono (scenariusz), Utako Yukihiro (rysunki).